# Huấn luyện viên xuất sắc nhất tháng Giải bóng đá Ngoại hạng Anh

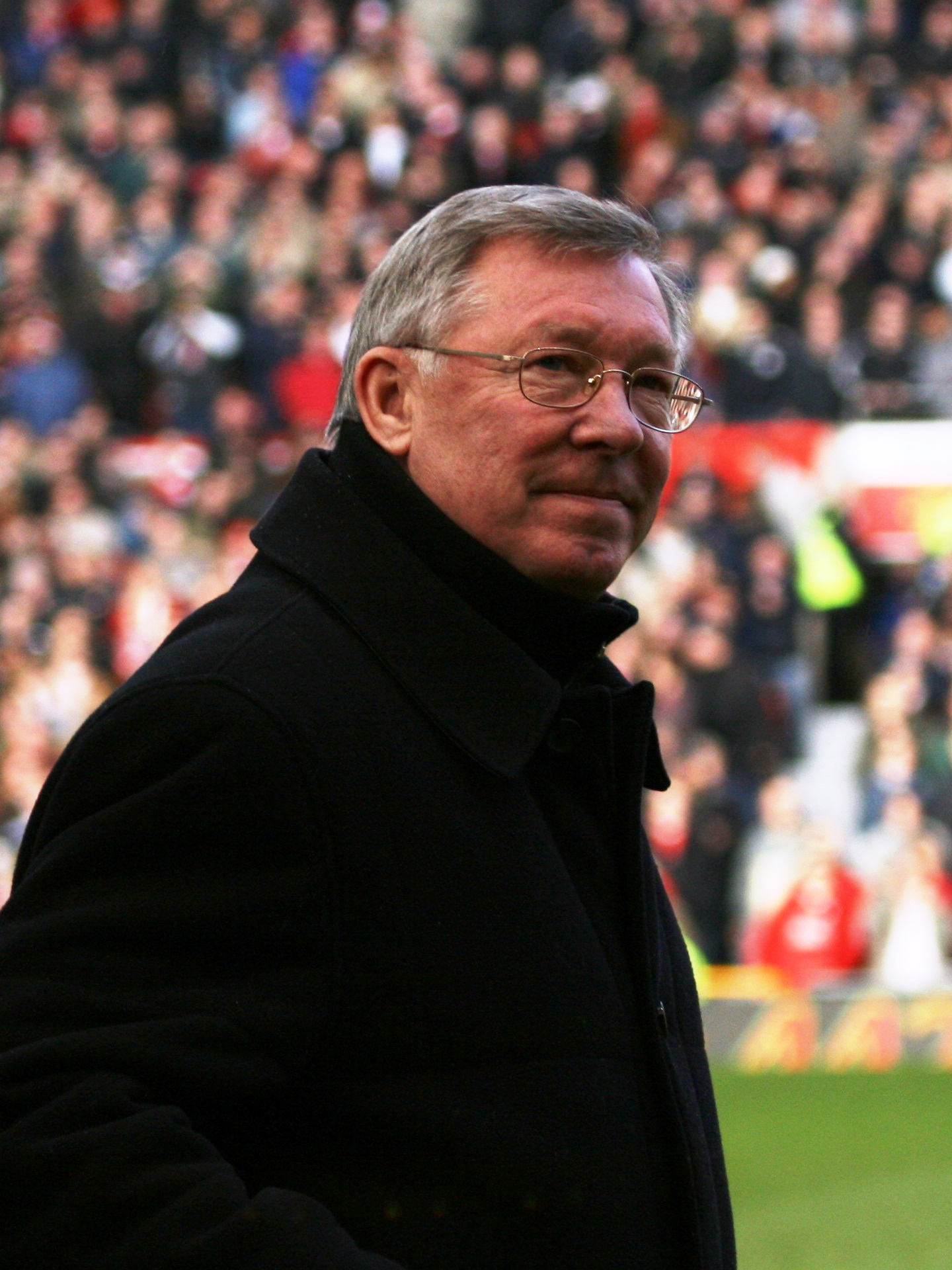
Alex Ferguson đã có 27 lần giành danh hiệu HLV xuất sắc nhất tháng.

Giải thưởng HLV xuất sắc nhất tháng 4 năm 1999 dành cho HLV Alex Ferguson

Danh hiệu huấn luyện viên xuất sắc nhất tháng là một danh hiệu thường niên được trao cho các huấn luyện viên có thành tích xuất sắc trong mỗi tháng của từng mùa bóng. Người giành được danh hiệu này cần có sự kết hợp của hai cổng bình chọn: bình chọn online (đóng góp 10% vào kết quả chung cuộc); đánh giá của hội đồng chuyên gia. Giải thưởng này còn được biết đến với những tên gọi: Huấn luyện viên Ngoại hạng Anh xuất sắc nhất tháng - Carling (1993-2001), Huấn luyện viên Ngoại hạng Anh xuất sắc nhất tháng - Barclaycard (2001-2004), ngày này là Huấn luyện viên Ngoại hạng Anh xuất sắc nhất tháng - Barclays.

## Danh sách

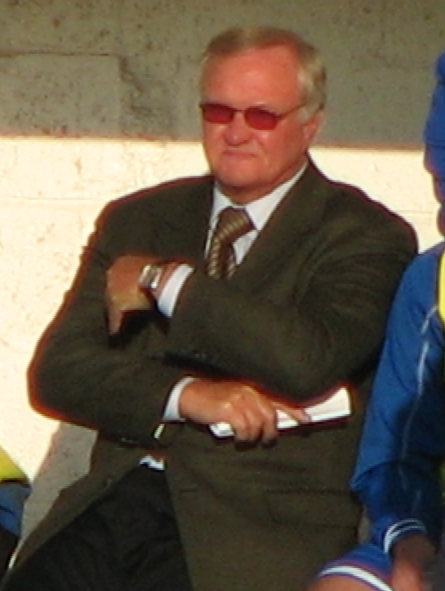
Ron Atkinson giành danh hiệu vào tháng 3 năm 1995.

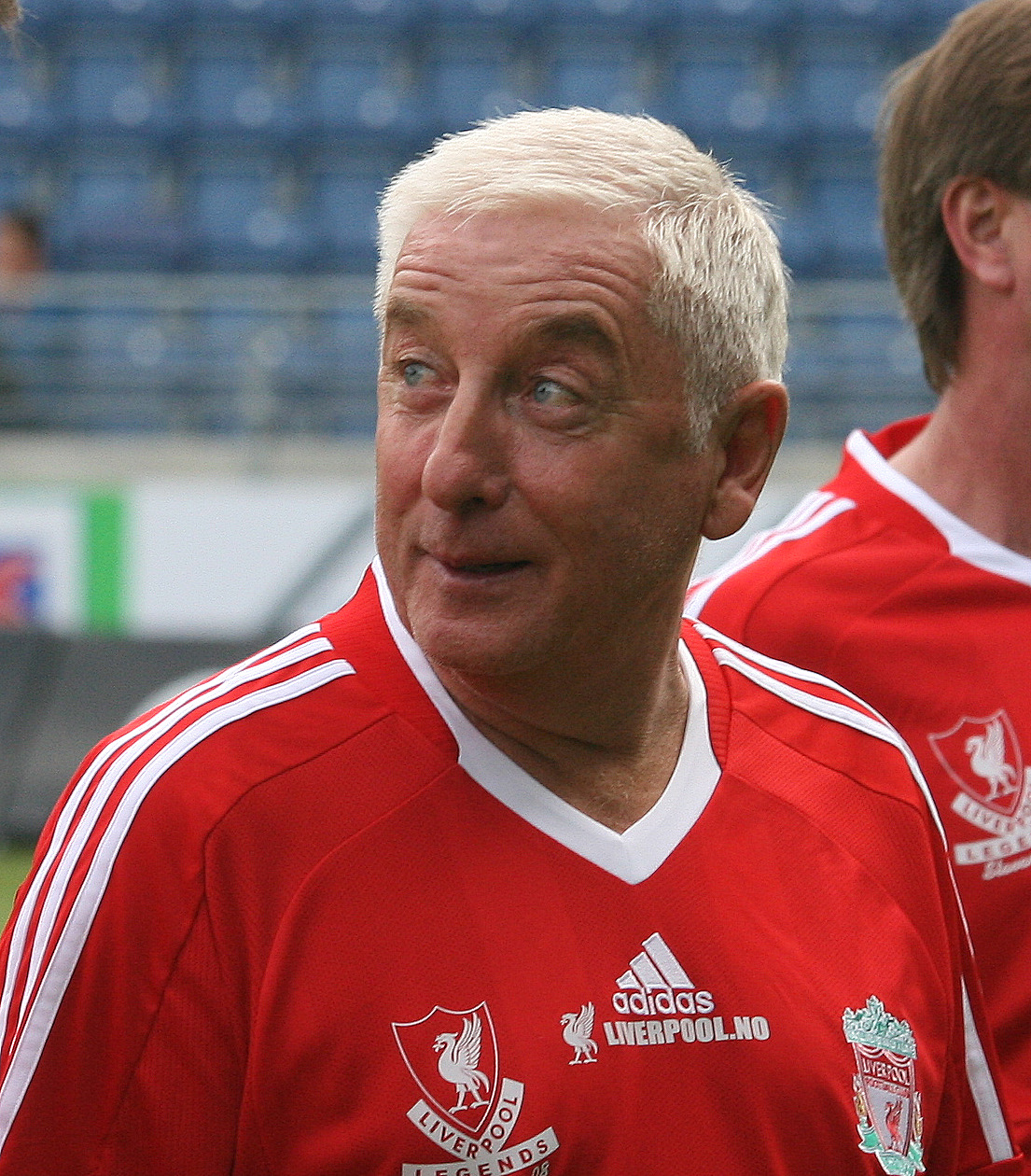
Roy Evans là HLV đầu tiên của Liverpool giành HLV xuất sắc nhất tháng, giành 2 lần liên tiếp vào tháng 12/1995 và 1/1996.

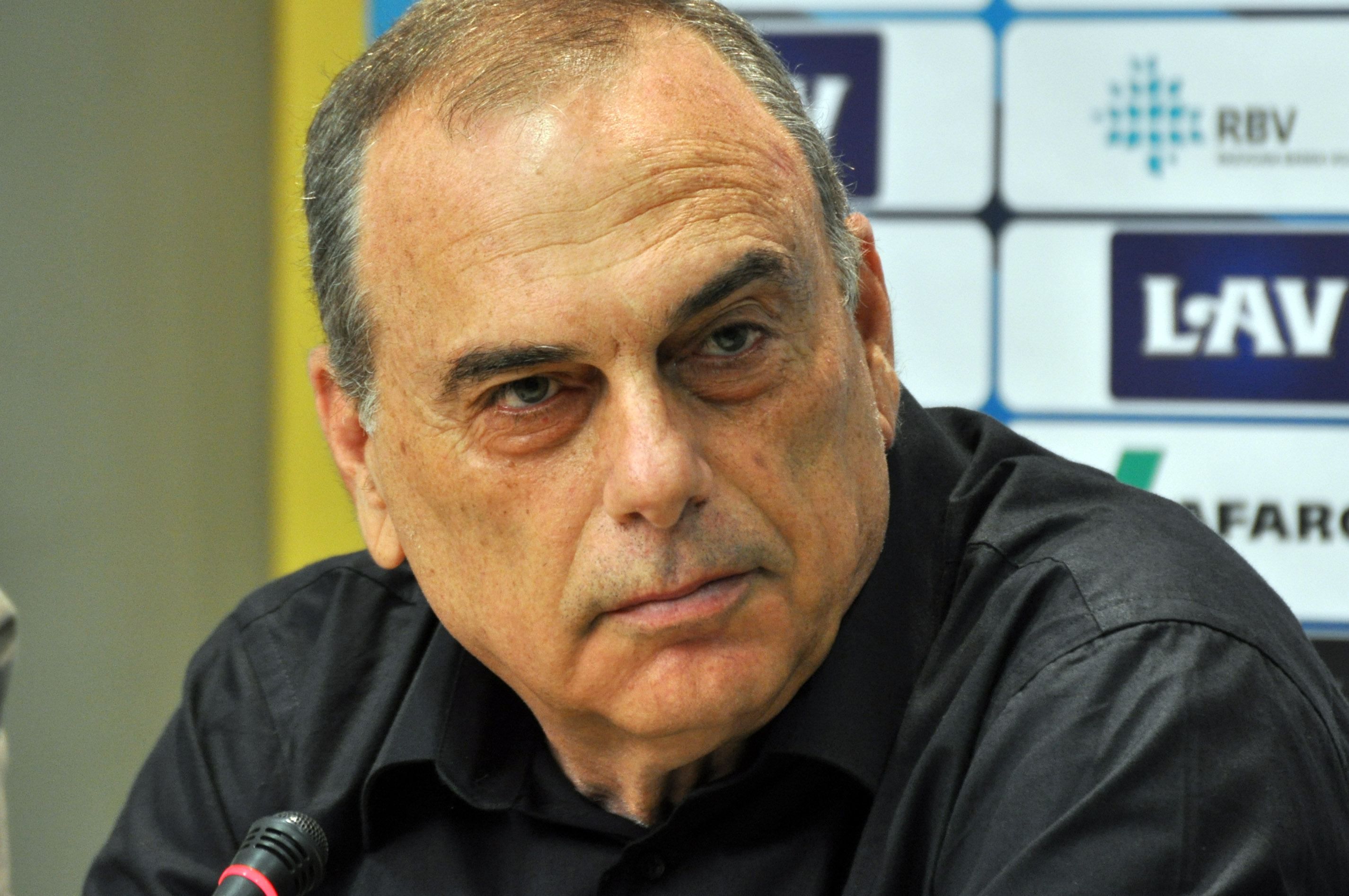
Avram Grant là người Israel duy nhất giành danh hiệu

Pep Guardiola đạt kỷ lục 4 danh hiệu HLV xuất sắc nhất tháng từ tháng 9-12/2017

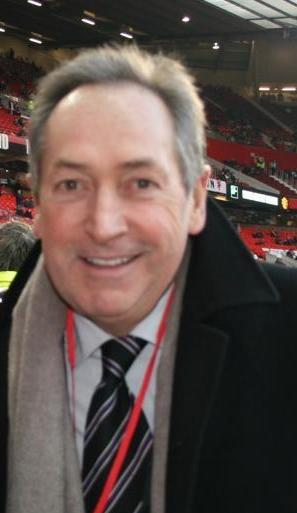
Gérard Houllier chiến thắng 3 lần, 1 lần chia sẻ với Phil Thompson

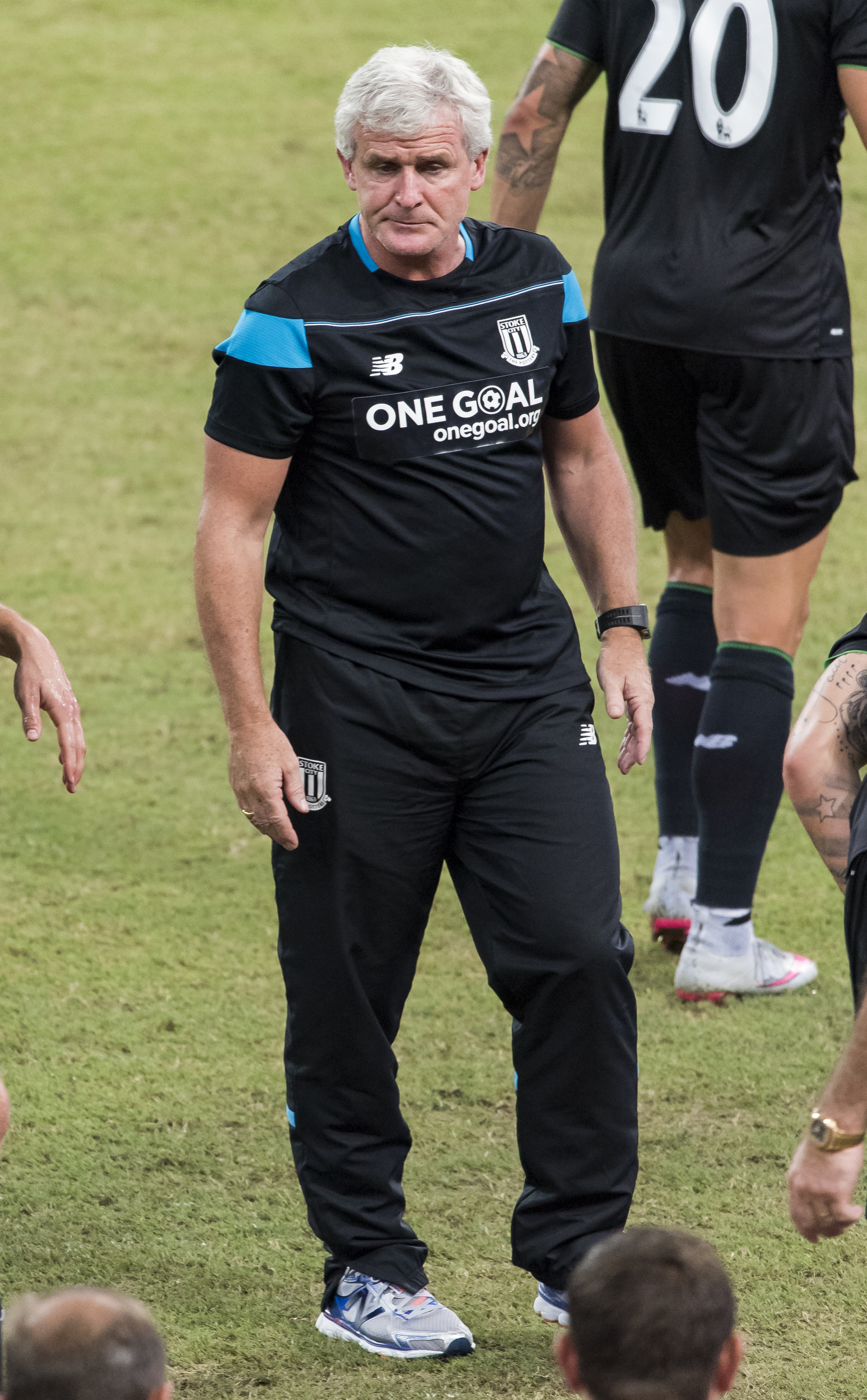
Tháng 10/2007, Mark Hughes là HLV thứ tư củaBlackburn Rovers giành HLV xuất sắc nhất tháng.

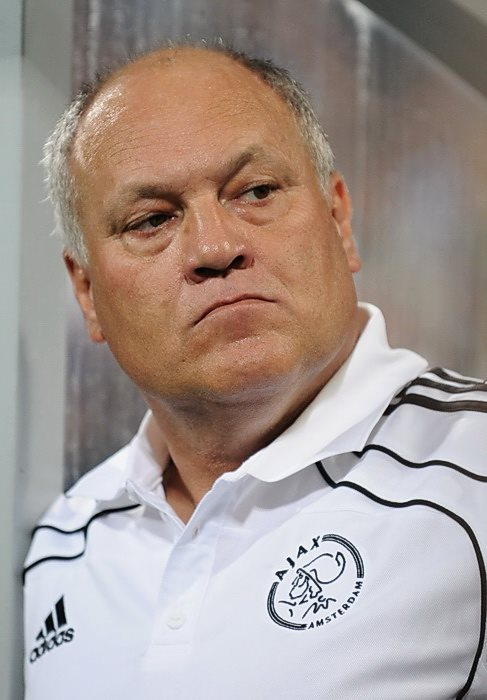
Martin Jol, giành danh hiệu vào tháng 12/2004.

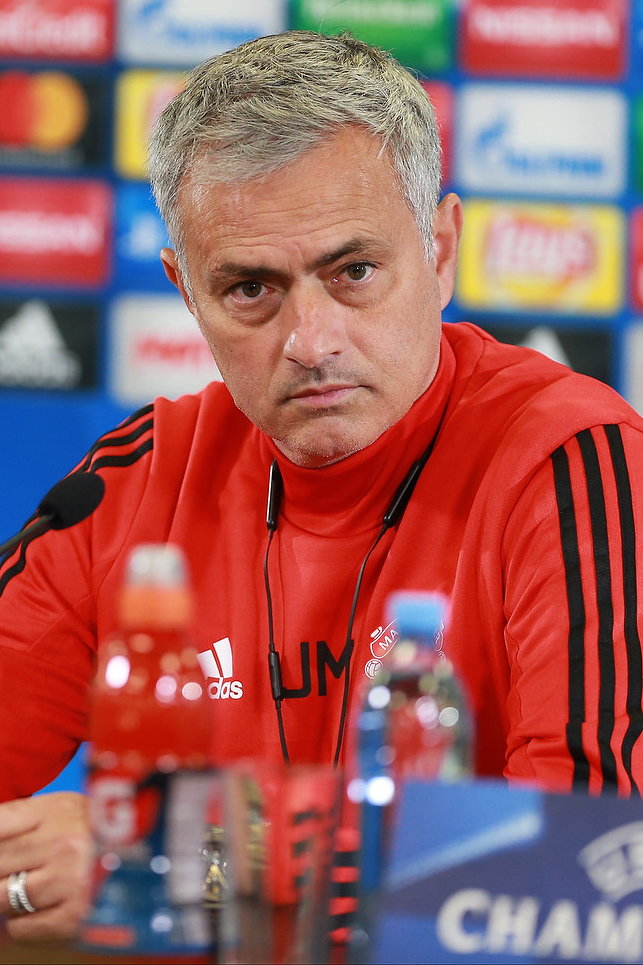
José Mourinho giành danh hiệu này 3 lần.

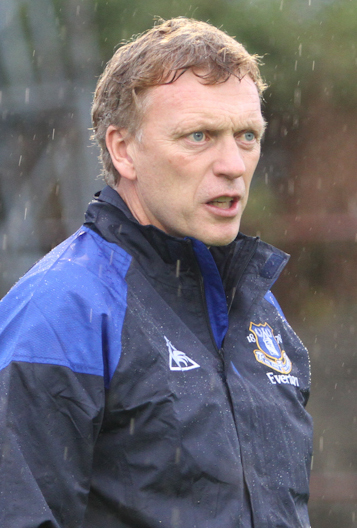
David Moyes giành danh hiệu này 10 lần, đứng thứ 3.

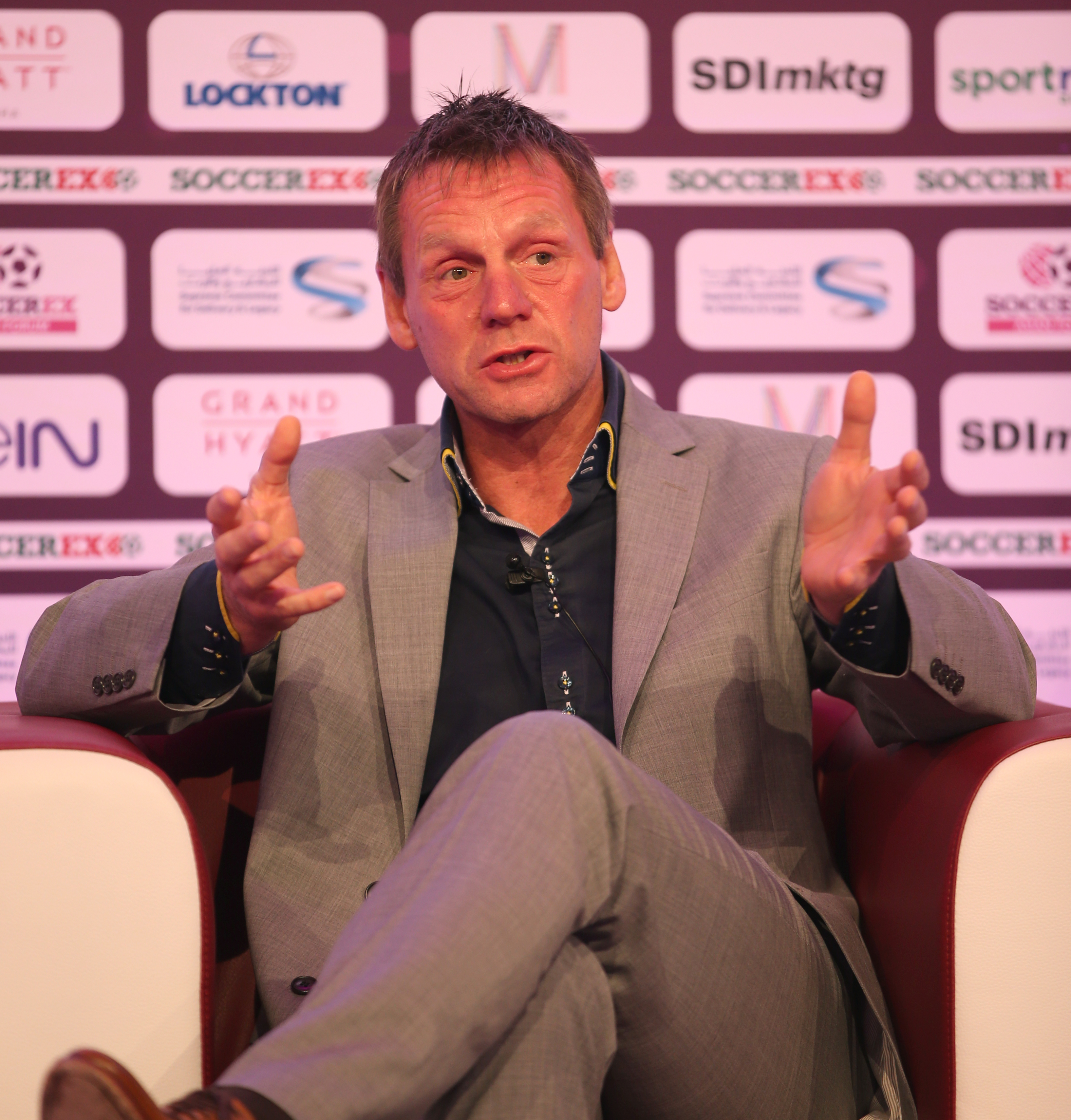
Stuart Pearce giành HLV xuất sắc nhất tháng 3 lần, Cầu thủ xuất sắc nhất tháng 1 lần

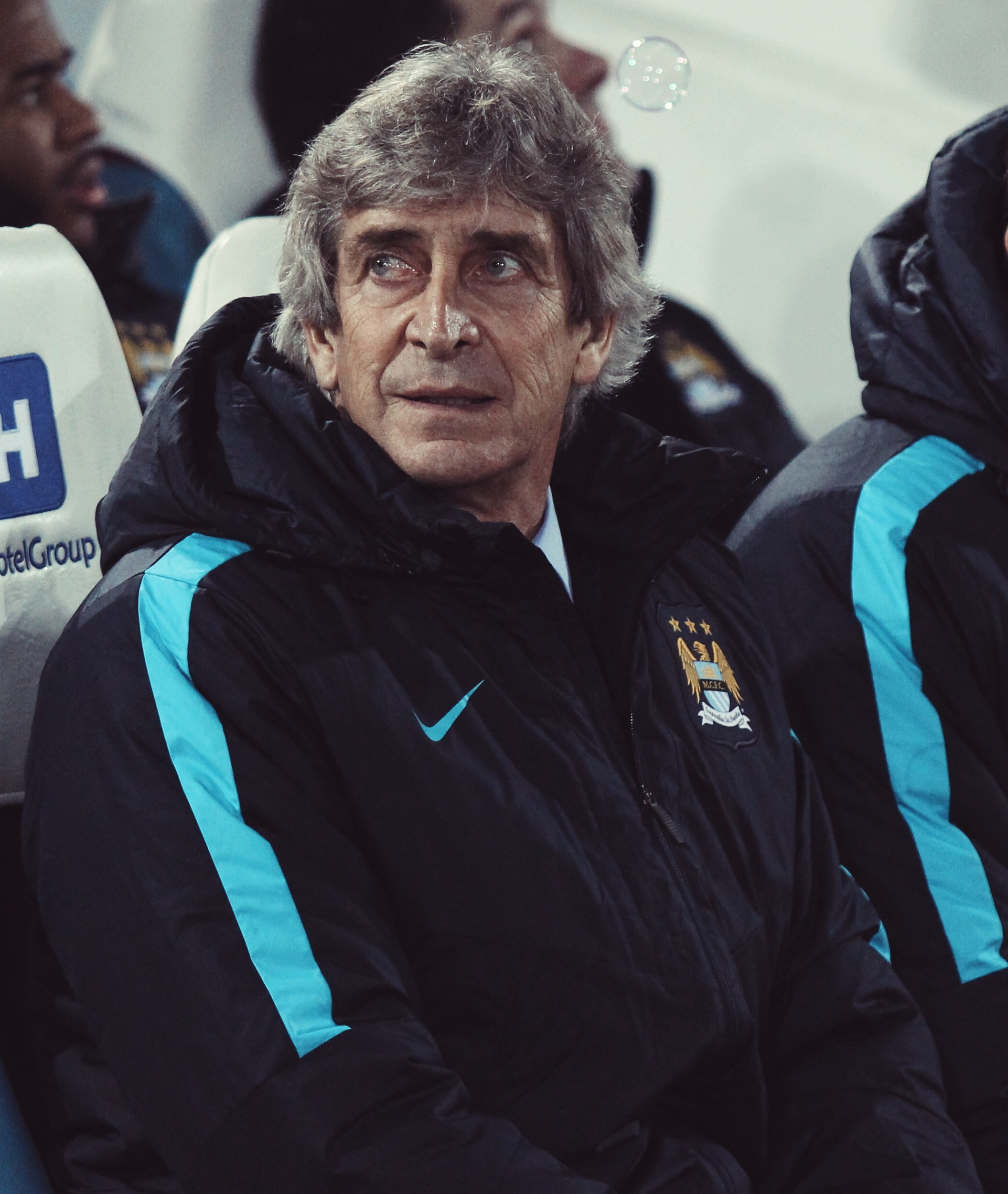
Manuel Pellegrini là HLV đầu tiên của Manchester City 4 lần giành HLV xuất sắc nhất tháng.

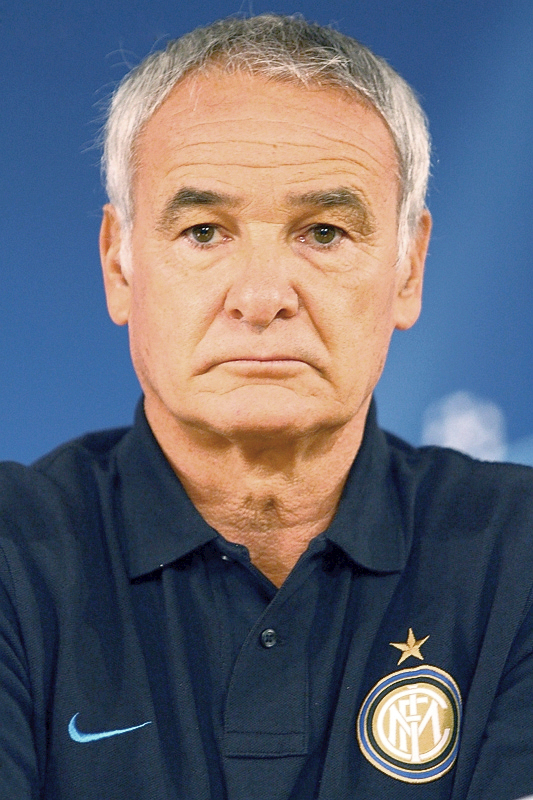
Ranieri giành danh hiệu này 5 lần

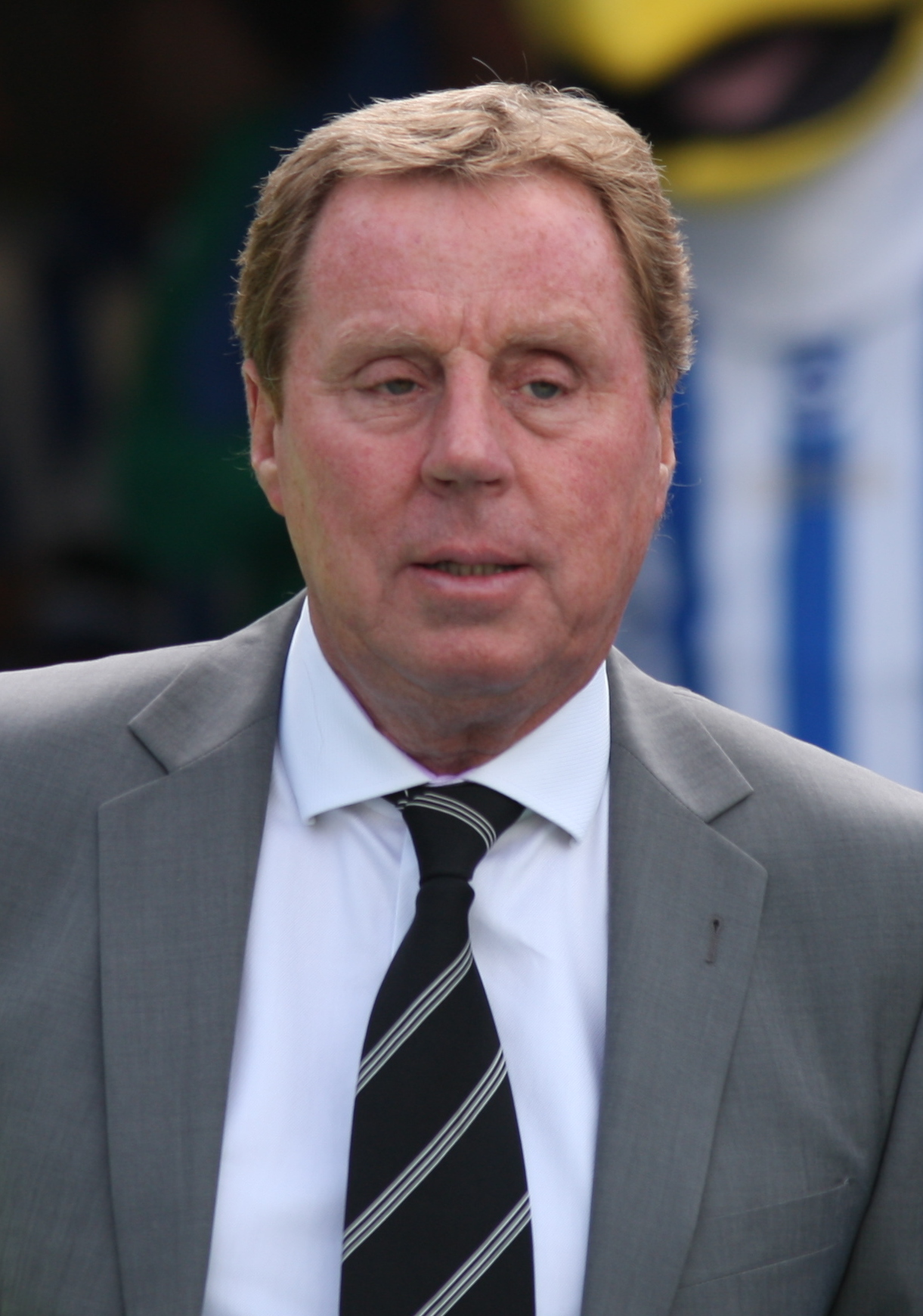
Harry Redknapp, giành danh hiệu với 4 CLB khác nhau

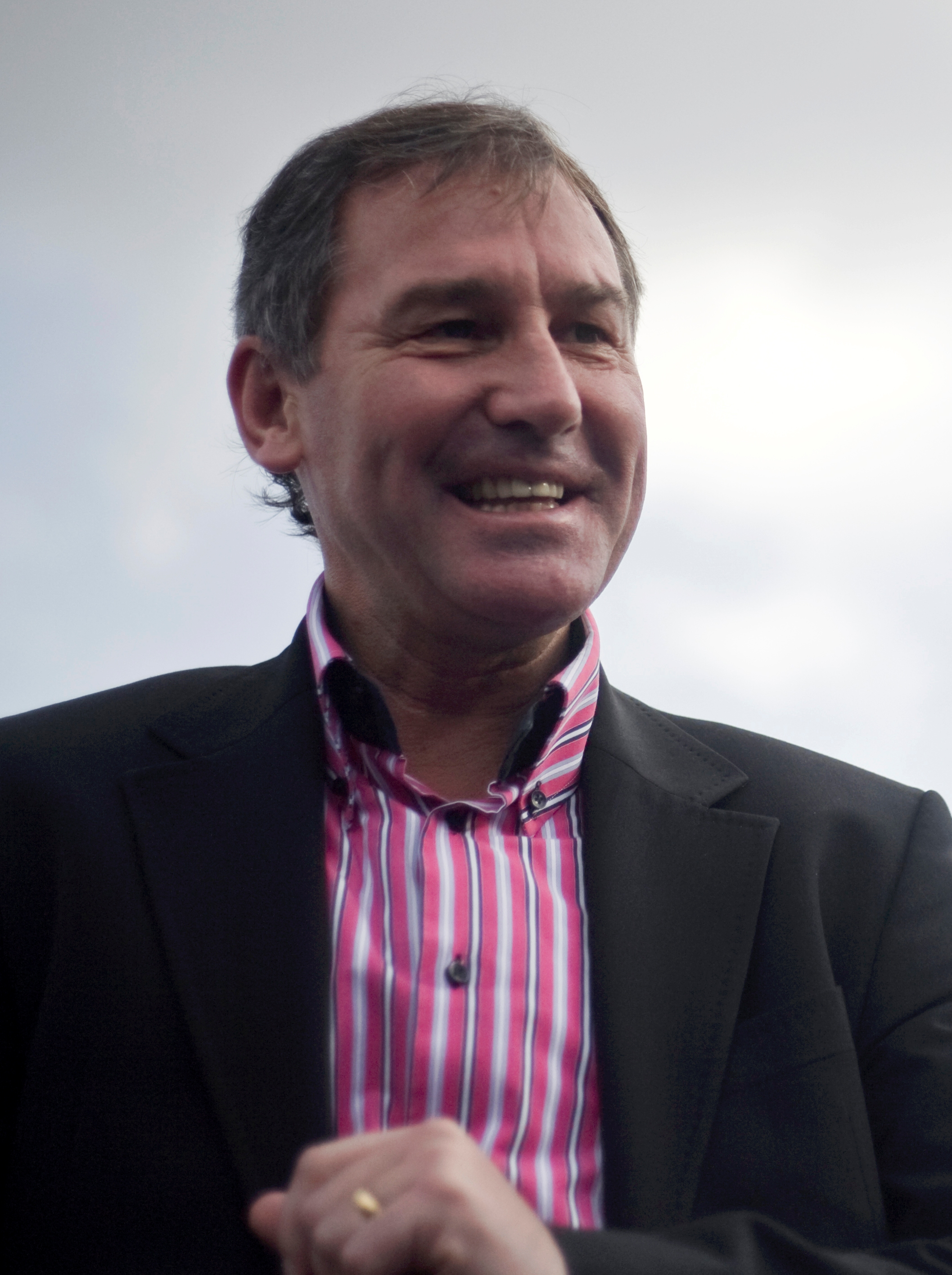
Bryan Robson giành danh hiệu tháng 3/1997.

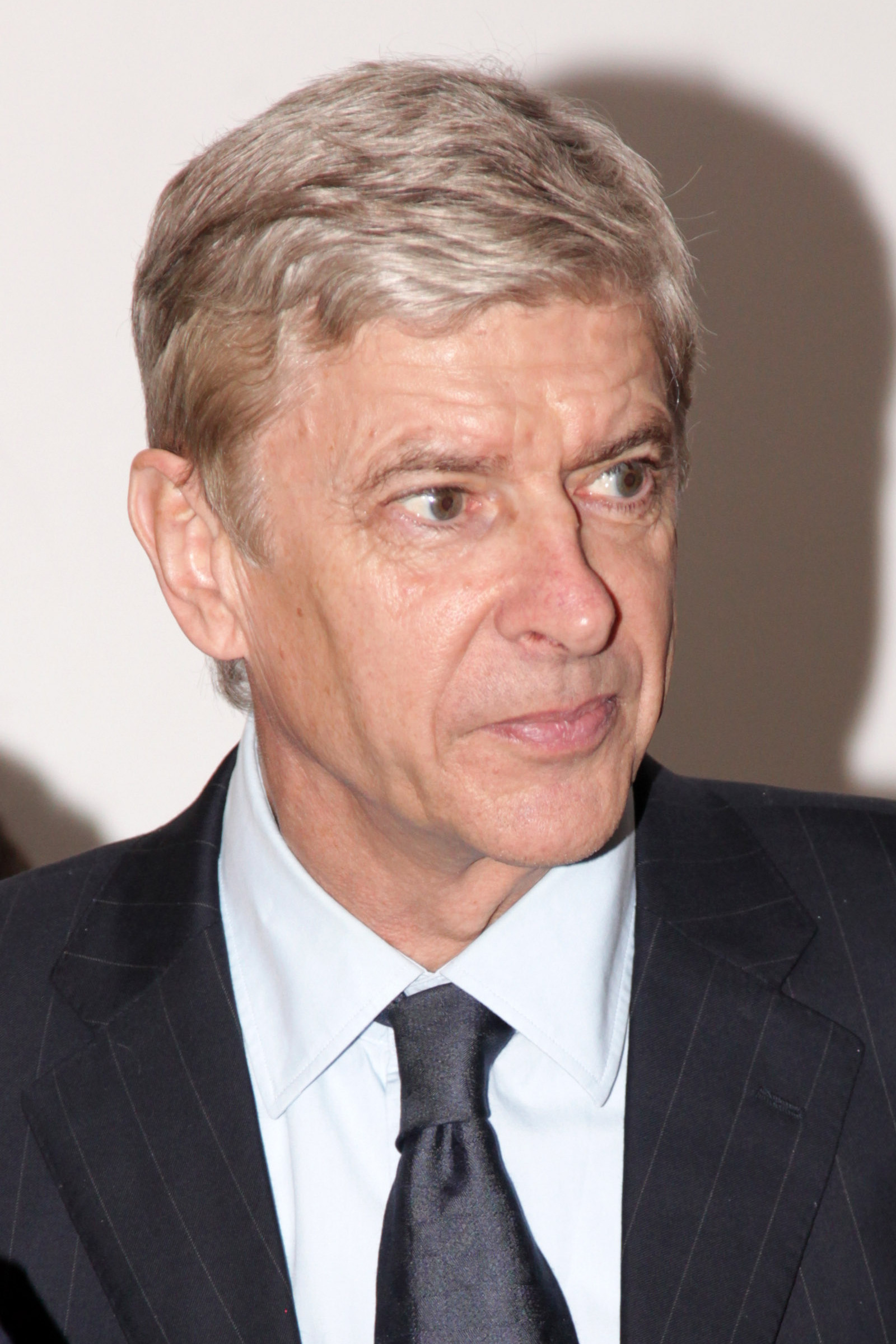
Arsène Wenger có 15 lần giành HLV xuất sắc nhất tháng, đứng thứ hai sau Ferguson

| Tháng     | Năm  | HLV                   | Quốc tịch        | CLB                     | CT.     |
| --------- | ---- | --------------------- | ---------------- | ----------------------- | ------- |
| August    | 1993 | Alex Ferguson         | Scotland         | Manchester United       | [ 4 ]   |
| September | 1993 | Joe Kinnear           | Ireland          | Wimbledon               | [ 4 ]   |
| October   | 1993 | Mike Walker           | Wales            | Norwich City            | [ 4 ]   |
| November  | 1993 | Kevin Keegan          | England          | Newcastle United        | [ 4 ]   |
| December  | 1993 | Trevor Francis        | England          | Sheffield Wednesday     | [ 4 ]   |
| January   | 1994 | Kenny Dalglish        | Scotland         | Blackburn Rovers        | [ 4 ]   |
| February  | 1994 | Joe Royle             | England          | Oldham Athletic         | [ 4 ]   |
| March     | 1994 | Joe Kinnear           | Ireland          | Wimbledon               | [ 5 ]   |
| April     | 1994 | Joe Kinnear           | Ireland          | Wimbledon               | [ 4 ]   |
| August    | 1994 | Kevin Keegan          | England          | Newcastle United        | [ 6 ]   |
| September | 1994 | Frank Clark           | England          | Nottingham Forest       | [ 7 ]   |
| October   | 1994 | Alex Ferguson         | Scotland         | Manchester United       | [ 6 ]   |
| November  | 1994 | Kenny Dalglish        | Scotland         | Blackburn Rovers        | [ 6 ]   |
| December  | 1994 | Gerry Francis         | England          | Queens Park Rangers     | [ 6 ]   |
| January   | 1995 | Brian Little          | England          | Aston Villa             | [ 6 ]   |
| February  | 1995 | Kevin Keegan          | England          | Newcastle United        | [ 6 ]   |
| March     | 1995 | Ron Atkinson          | England          | Coventry City           | [ 6 ]   |
| April     | 1995 | Howard Wilkinson      | England          | Leeds United            | [ 6 ]   |
| August    | 1995 | Kevin Keegan          | England          | Newcastle United        | [ 8 ]   |
| September | 1995 | Kevin Keegan          | England          | Newcastle United        | [ 9 ]   |
| October   | 1995 | Frank Clark           | England          | Nottingham Forest       | [ 8 ]   |
| November  | 1995 | Alan Ball             | England          | Manchester City         | [ 8 ]   |
| December  | 1995 | Roy Evans             | England          | Liverpool               | [ 8 ]   |
| January   | 1996 | Roy Evans             | England          | Liverpool               | [ 8 ]   |
| February  | 1996 | Alex Ferguson         | Scotland         | Manchester United       | [ 8 ]   |
| March     | 1996 | Alex Ferguson         | Scotland         | Manchester United       | [ 8 ]   |
| April     | 1996 | Dave Merrington       | England          | Southampton             | [ 10 ]  |
| August    | 1996 | David Pleat           | England          | Sheffield Wednesday     | [ 11 ]  |
| September | 1996 | Joe Kinnear           | Ireland          | Wimbledon               | [ 12 ]  |
| October   | 1996 | Graeme Souness        | Scotland         | Southampton             | [ 13 ]  |
| November  | 1996 | Jim Smith             | England          | Derby County            | [ 11 ]  |
| December  | 1996 | Gordon Strachan       | Scotland         | Coventry City           | [ 14 ]  |
| January   | 1997 | Stuart Pearce         | England          | Nottingham Forest       | [ 11 ]  |
| February  | 1997 | Alex Ferguson         | Scotland         | Manchester United       | [ 11 ]  |
| March     | 1997 | Bryan Robson          | England          | Middlesbrough           | [ 15 ]  |
| April     | 1997 | Graeme Souness        | Scotland         | Southampton             | [ 11 ]  |
| August    | 1997 | Roy Hodgson           | England          | Blackburn Rovers        | [ 16 ]  |
| September | 1997 | Martin O'Neill        | Northern Ireland | Leicester City          | [ 17 ]  |
| October   | 1997 | Alex Ferguson         | Scotland         | Manchester United       | [ 18 ]  |
| November  | 1997 | George Graham         | Scotland         | Leeds United            | [ 19 ]  |
| December  | 1997 | Roy Hodgson           | England          | Blackburn Rovers        | [ 18 ]  |
| January   | 1998 | Howard Kendall        | England          | Everton                 | [ 20 ]  |
| February  | 1998 | Gordon Strachan       | Scotland         | Coventry City           | [ 18 ]  |
| March     | 1998 | Arsène Wenger         | Pháp             | Arsenal                 | [ 21 ]  |
| April     | 1998 | Arsène Wenger         | Pháp             | Arsenal                 | [ 18 ]  |
| August    | 1998 | Alan Curbishley       | England          | Charlton Athletic       | [ 22 ]  |
| September | 1998 | John Gregory          | England          | Aston Villa             | [ 23 ]  |
| October   | 1998 | Martin O'Neill        | Northern Ireland | Leicester City          | [ 24 ]  |
| November  | 1998 | Harry Redknapp        | England          | West Ham United         | [ 23 ]  |
| December  | 1998 | Brian Kidd            | England          | Blackburn Rovers        | [ 25 ]  |
| January   | 1999 | Alex Ferguson         | Scotland         | Manchester United       | [ 26 ]  |
| February  | 1999 | Alan Curbishley       | England          | Charlton Athletic       | [ 27 ]  |
| March     | 1999 | David O'Leary         | Ireland          | Leeds United            | [ 23 ]  |
| April     | 1999 | Alex Ferguson         | Scotland         | Manchester United       | [ 28 ]  |
| August    | 1999 | Alex Ferguson         | Scotland         | Manchester United       | [ 29 ]  |
| September | 1999 | Walter Smith          | Scotland         | Everton                 | [ 30 ]  |
| October   | 1999 | Peter Reid            | England          | Sunderland              | [ 31 ]  |
| November  | 1999 | Martin O'Neill        | Northern Ireland | Leicester City          | [ 32 ]  |
| December  | 1999 | Gérard Houllier       | Pháp             | Liverpool               | [ 33 ]  |
| January   | 2000 | Danny Wilson          | Northern Ireland | Sheffield Wednesday     | [ 34 ]  |
| February  | 2000 | Bobby Robson          | England          | Newcastle United        | [ 35 ]  |
| March     | 2000 | Alex Ferguson         | Scotland         | Manchester United       | [ 36 ]  |
| April     | 2000 | Alex Ferguson         | Scotland         | Manchester United       | [ 37 ]  |
| August    | 2000 | Bobby Robson          | England          | Newcastle United        | [ 38 ]  |
| September | 2000 | Peter Taylor          | England          | Leicester City          | [ 39 ]  |
| October   | 2000 | Arsène Wenger         | Pháp             | Arsenal                 | [ 40 ]  |
| November  | 2000 | George Burley         | Scotland         | Ipswich Town            | [ 41 ]  |
| December  | 2000 | Peter Reid            | England          | Sunderland              | [ 42 ]  |
| January   | 2001 | Terry Venables        | England          | Middlesbrough           | [ 43 ]  |
| February  | 2001 | Alex Ferguson         | Scotland         | Manchester United       | [ 44 ]  |
| March     | 2001 | David O'Leary         | Ireland          | Leeds United            | [ 45 ]  |
| April     | 2001 | David O'Leary         | Ireland          | Leeds United            | [ 46 ]  |
| August    | 2001 | Sam Allardyce         | England          | Bolton Wanderers        | [ 47 ]  |
| September | 2001 | John Gregory          | England          | Aston Villa             | [ 48 ]  |
| October   | 2001 | Glenn Hoddle          | England          | Tottenham Hotspur       | [ 49 ]  |
| November  | 2001 | Phil Thompson         | England          | Liverpool               | [ 50 ]  |
| December  | 2001 | Bobby Robson          | England          | Newcastle United        | [ 51 ]  |
| January   | 2002 | Gordon Strachan       | Scotland         | Southampton             | [ 52 ]  |
| February  | 2002 | Bobby Robson          | England          | Newcastle United        | [ 53 ]  |
| March     | 2002 | Gérard Houllier       | Pháp             | Liverpool               | [ 54 ]  |
| March     | 2002 | Phil Thompson         | England          | Liverpool               | [ 54 ]  |
| April     | 2002 | Arsène Wenger         | Pháp             | Arsenal                 | [ 55 ]  |
| August    | 2002 | Glenn Hoddle          | England          | Tottenham Hotspur       | [ 56 ]  |
| September | 2002 | Arsène Wenger         | Pháp             | Arsenal                 | [ 57 ]  |
| October   | 2002 | Gérard Houllier       | Pháp             | Liverpool               | [ 58 ]  |
| November  | 2002 | David Moyes           | Scotland         | Everton                 | [ 59 ]  |
| December  | 2002 | Gordon Strachan       | Scotland         | Southampton             | [ 60 ]  |
| January   | 2003 | Bobby Robson          | England          | Newcastle United        | [ 61 ]  |
| February  | 2003 | Alan Curbishley       | England          | Charlton Athletic       | [ 62 ]  |
| March     | 2003 | Glenn Roeder          | England          | West Ham United         | [ 63 ]  |
| April     | 2003 | Alex Ferguson         | Scotland         | Manchester United       | [ 64 ]  |
| August    | 2003 | Arsène Wenger         | Pháp             | Arsenal                 | [ 65 ]  |
| September | 2003 | Claudio Ranieri       | Italy            | Chelsea                 | [ 66 ]  |
| October   | 2003 | Bobby Robson          | England          | Newcastle United        | [ 67 ]  |
| November  | 2003 | Sam Allardyce         | England          | Bolton Wanderers        | [ 68 ]  |
| December  | 2003 | Alex Ferguson         | Scotland         | Manchester United       | [ 65 ]  |
| January   | 2004 | Sam Allardyce         | England          | Bolton Wanderers        | [ 69 ]  |
| February  | 2004 | Arsène Wenger         | Pháp             | Arsenal                 | [ 70 ]  |
| March     | 2004 | Claudio Ranieri       | Italy            | Chelsea                 | [ 71 ]  |
| April     | 2004 | Harry Redknapp        | England          | Portsmouth              | [ 72 ]  |
| August    | 2004 | Arsène Wenger         | Pháp             | Arsenal                 | [ 73 ]  |
| September | 2004 | David Moyes           | Scotland         | Everton                 | [ 74 ]  |
| October   | 2004 | Harry Redknapp        | England          | Portsmouth              | [ 75 ]  |
| November  | 2004 | José Mourinho         | Bồ Đào Nha       | Chelsea                 | [ 76 ]  |
| December  | 2004 | Martin Jol            | Hà Lan           | Tottenham Hotspur       | [ 77 ]  |
| January   | 2005 | José Mourinho         | Bồ Đào Nha       | Chelsea                 | [ 78 ]  |
| February  | 2005 | Alex Ferguson         | Scotland         | Manchester United       | [ 79 ]  |
| March     | 2005 | Harry Redknapp        | England          | Southampton             | [ 80 ]  |
| April     | 2005 | Stuart Pearce         | England          | Manchester City         | [ 81 ]  |
| August    | 2005 | Stuart Pearce         | England          | Manchester City         | [ 82 ]  |
| September | 2005 | Paul Jewell           | England          | Wigan Athletic          | [ 83 ]  |
| October   | 2005 | Paul Jewell           | England          | Wigan Athletic          | [ 84 ]  |
| November  | 2005 | Rafael Benítez        | Tây Ban Nha      | Liverpool               | [ 85 ]  |
| December  | 2005 | Rafael Benítez        | Tây Ban Nha      | Liverpool               | [ 86 ]  |
| January   | 2006 | David Moyes           | Scotland         | Everton                 | [ 87 ]  |
| February  | 2006 | Alan Pardew           | England          | West Ham United         | [ 88 ]  |
| March     | 2006 | Alex Ferguson         | Scotland         | Manchester United       | [ 89 ]  |
| April     | 2006 | Harry Redknapp        | England          | Portsmouth              | [ 90 ]  |
| August    | 2006 | Alex Ferguson         | Scotland         | Manchester United       | [ 91 ]  |
| September | 2006 | Steve Coppell         | England          | Reading                 | [ 92 ]  |
| October   | 2006 | Alex Ferguson         | Scotland         | Manchester United       | [ 93 ]  |
| November  | 2006 | Steve Coppell         | England          | Reading                 | [ 94 ]  |
| December  | 2006 | Sam Allardyce         | England          | Bolton Wanderers        | [ 95 ]  |
| January   | 2007 | Rafael Benítez        | Tây Ban Nha      | Liverpool               | [ 96 ]  |
| February  | 2007 | Alex Ferguson         | Scotland         | Manchester United       | [ 97 ]  |
| March     | 2007 | José Mourinho         | Bồ Đào Nha       | Chelsea                 | [ 98 ]  |
| April     | 2007 | Martin O'Neill        | Northern Ireland | Aston Villa             | [ 99 ]  |
| August    | 2007 | Sven-Göran Eriksson   | Thụy Điển        | Manchester City         | [ 100 ] |
| September | 2007 | Arsène Wenger         | Pháp             | Arsenal                 | [ 101 ] |
| October   | 2007 | Mark Hughes           | Wales            | Blackburn Rovers        | [ 102 ] |
| November  | 2007 | Martin O'Neill        | Northern Ireland | Aston Villa             | [ 103 ] |
| December  | 2007 | Arsène Wenger         | Pháp             | Arsenal                 | [ 104 ] |
| January   | 2008 | Alex Ferguson         | Scotland         | Manchester United       | [ 105 ] |
| February  | 2008 | David Moyes           | Scotland         | Everton                 | [ 106 ] |
| March     | 2008 | Alex Ferguson         | Scotland         | Manchester United       | [ 107 ] |
| April     | 2008 | Avram Grant           | Israel           | Chelsea                 | [ 108 ] |
| August    | 2008 | Gareth Southgate      | England          | Middlesbrough           | [ 109 ] |
| September | 2008 | Phil Brown            | England          | Hull City               | [ 110 ] |
| October   | 2008 | Rafael Benítez        | Tây Ban Nha      | Liverpool               | [ 111 ] |
| November  | 2008 | Gary Megson           | England          | Bolton Wanderers        | [ 112 ] |
| December  | 2008 | Martin O'Neill        | Northern Ireland | Aston Villa             | [ 113 ] |
| January   | 2009 | Alex Ferguson         | Scotland         | Manchester United       | [ 114 ] |
| February  | 2009 | David Moyes           | Scotland         | Everton                 | [ 115 ] |
| March     | 2009 | Rafael Benítez        | Tây Ban Nha      | Liverpool               | [ 116 ] |
| April     | 2009 | Alex Ferguson         | Scotland         | Manchester United       | [ 117 ] |
| August    | 2009 | Harry Redknapp        | England          | Tottenham Hotspur       | [ 118 ] |
| September | 2009 | Alex Ferguson         | Scotland         | Manchester United       | [ 119 ] |
| October   | 2009 | Roy Hodgson           | England          | Fulham                  | [ 120 ] |
| November  | 2009 | Carlo Ancelotti       | Italy            | Chelsea                 | [ 121 ] |
| December  | 2009 | Alex McLeish          | Scotland         | Birmingham City         | [ 122 ] |
| January   | 2010 | David Moyes           | Scotland         | Everton                 | [ 123 ] |
| February  | 2010 | Roy Hodgson           | England          | Fulham                  | [ 124 ] |
| March     | 2010 | David Moyes           | Scotland         | Everton                 | [ 125 ] |
| April     | 2010 | Martin O'Neill        | Northern Ireland | Aston Villa             | [ 126 ] |
| August    | 2010 | Carlo Ancelotti       | Italy            | Chelsea                 | [ 127 ] |
| September | 2010 | Roberto Di Matteo     | Italy            | West Bromwich Albion    | [ 128 ] |
| October   | 2010 | David Moyes           | Scotland         | Everton                 | [ 129 ] |
| November  | 2010 | Owen Coyle            | Ireland          | Bolton Wanderers        | [ 130 ] |
| December  | 2010 | Roberto Mancini       | Italy            | Manchester City         | [ 131 ] |
| January   | 2011 | Alex Ferguson         | Scotland         | Manchester United       | [ 132 ] |
| February  | 2011 | Arsène Wenger         | Pháp             | Arsenal                 | [ 133 ] |
| March     | 2011 | Carlo Ancelotti       | Italy            | Chelsea                 | [ 134 ] |
| April     | 2011 | Carlo Ancelotti       | Italy            | Chelsea                 | [ 135 ] |
| August    | 2011 | Alex Ferguson         | Scotland         | Manchester United       | [ 136 ] |
| September | 2011 | Harry Redknapp        | England          | Tottenham Hotspur       | [ 137 ] |
| October   | 2011 | Roberto Mancini       | Italy            | Manchester City         | [ 138 ] |
| November  | 2011 | Harry Redknapp        | England          | Tottenham Hotspur       | [ 139 ] |
| December  | 2011 | Martin O'Neill        | Northern Ireland | Sunderland              | [ 140 ] |
| January   | 2012 | Brendan Rodgers       | Northern Ireland | Swansea City            | [ 141 ] |
| February  | 2012 | Arsène Wenger         | Pháp             | Arsenal                 | [ 142 ] |
| March     | 2012 | Owen Coyle            | Ireland          | Bolton Wanderers        | [ 143 ] |
| April     | 2012 | Roberto Martínez      | Tây Ban Nha      | Wigan Athletic          | [ 144 ] |
| September | 2012 | David Moyes           | Scotland         | Everton                 | [ 145 ] |
| October   | 2012 | Alex Ferguson         | Scotland         | Manchester United       | [ 146 ] |
| November  | 2012 | Steve Clarke          | Scotland         | West Bromwich Albion    | [ 147 ] |
| December  | 2012 | André Villas-Boas     | Bồ Đào Nha       | Tottenham Hotspur       | [ 148 ] |
| January   | 2013 | Brian McDermott       | England          | Reading                 | [ 149 ] |
| February  | 2013 | André Villas-Boas     | Bồ Đào Nha       | Tottenham Hotspur       | [ 150 ] |
| March     | 2013 | David Moyes           | Scotland         | Everton                 | [ 151 ] |
| April     | 2013 | Rafael Benítez        | Tây Ban Nha      | Chelsea                 | [ 152 ] |
| August    | 2013 | Brendan Rodgers       | Northern Ireland | Liverpool               | [ 153 ] |
| September | 2013 | Arsène Wenger         | Pháp             | Arsenal                 | [ 154 ] |
| October   | 2013 | Mauricio Pochettino   | Argentina        | Southampton             | [ 155 ] |
| November  | 2013 | Alan Pardew           | England          | Newcastle United        | [ 156 ] |
| December  | 2013 | Manuel Pellegrini     | Chile            | Manchester City         | [ 157 ] |
| January   | 2014 | Manuel Pellegrini     | Chile            | Manchester City         | [ 158 ] |
| February  | 2014 | Sam Allardyce         | England          | West Ham United         | [ 159 ] |
| March     | 2014 | Brendan Rodgers       | Northern Ireland | Liverpool               | [ 160 ] |
| April     | 2014 | Tony Pulis            | Wales            | Crystal Palace          | [ 161 ] |
| August    | 2014 | Garry Monk            | England          | Swansea City            | [ 162 ] |
| September | 2014 | Ronald Koeman         | Hà Lan           | Southampton             | [ 163 ] |
| October   | 2014 | Sam Allardyce         | England          | West Ham United         | [ 164 ] |
| November  | 2014 | Alan Pardew           | England          | Newcastle United        | [ 165 ] |
| December  | 2014 | Manuel Pellegrini     | Chile            | Manchester City         | [ 166 ] |
| January   | 2015 | Ronald Koeman         | Hà Lan           | Southampton             | [ 167 ] |
| February  | 2015 | Tony Pulis            | Wales            | West Bromwich Albion    | [ 168 ] |
| March     | 2015 | Arsène Wenger         | Pháp             | Arsenal                 | [ 169 ] |
| April     | 2015 | Nigel Pearson         | England          | Leicester City          | [ 170 ] |
| August    | 2015 | Manuel Pellegrini     | Chile            | Manchester City         | [ 171 ] |
| September | 2015 | Mauricio Pochettino   | Argentina        | Tottenham Hotspur       | [ 172 ] |
| October   | 2015 | Arsène Wenger         | Pháp             | Arsenal                 | [ 173 ] |
| November  | 2015 | Claudio Ranieri       | Italy            | Leicester City          | [ 174 ] |
| December  | 2015 | Quique Sánchez Flores | Tây Ban Nha      | Watford                 | [ 175 ] |
| January   | 2016 | Ronald Koeman         | Hà Lan           | Southampton             | [ 176 ] |
| February  | 2016 | Mauricio Pochettino   | Argentina        | Tottenham Hotspur       | [ 177 ] |
| March     | 2016 | Claudio Ranieri       | Italy            | Leicester City          | [ 178 ] |
| April     | 2016 | Claudio Ranieri       | Italy            | Leicester City          | [ 179 ] |
| August    | 2016 | Mike Phelan           | England          | Hull City               | [ 180 ] |
| September | 2016 | Jürgen Klopp          | Đức              | Liverpool               | [ 181 ] |
| October   | 2016 | Antonio Conte         | Italy            | Chelsea                 | [ 182 ] |
| November  | 2016 | Antonio Conte         | Italy            | Chelsea                 | [ 183 ] |
| December  | 2016 | Antonio Conte         | Italy            | Chelsea                 | [ 184 ] |
| January   | 2017 | Paul Clement          | England          | Swansea City            | [ 185 ] |
| February  | 2017 | Pep Guardiola         | Tây Ban Nha      | Manchester City         | [ 186 ] |
| March     | 2017 | Eddie Howe            | England          | AFC Bournemouth         | [ 187 ] |
| April     | 2017 | Mauricio Pochettino   | Argentina        | Tottenham Hotspur       | [ 188 ] |
| August    | 2017 | David Wagner          | Hoa Kỳ           | Huddersfield Town       | [ 189 ] |
| September | 2017 | Pep Guardiola         | Tây Ban Nha      | Manchester City         | [ 190 ] |
| October   | 2017 | Pep Guardiola         | Tây Ban Nha      | Manchester City         | [ 191 ] |
| November  | 2017 | Pep Guardiola         | Tây Ban Nha      | Manchester City         | [ 192 ] |
| December  | 2017 | Pep Guardiola         | Tây Ban Nha      | Manchester City         | [ 193 ] |
| January   | 2018 | Eddie Howe            | England          | AFC Bournemouth         | [ 194 ] |
| February  | 2018 | Chris Hughton         | Ireland          | Brighton & Hove Albion  | [ 195 ] |
| March     | 2018 | Sean Dyche            | England          | Burnley                 | [ 196 ] |
| April     | 2018 | Darren Moore          | Jamaica          | West Bromwich Albion    | [ 197 ] |
| August    | 2018 | Javi Gracia           | Tây Ban Nha      | Watford                 | [ 198 ] |
| September | 2018 | Nuno Espírito Santo   | Bồ Đào Nha       | Wolverhampton Wanderers | [ 199 ] |
| October   | 2018 | Eddie Howe            | England          | AFC Bournemouth         | [ 200 ] |
| November  | 2018 | Rafael Benítez        | Tây Ban Nha      | Newcastle United        | [ 201 ] |
| December  | 2018 | Jürgen Klopp          | Đức              | Liverpool               | [ 202 ] |
| January   | 2019 | Ole Gunnar Solskjær   | Norway           | Manchester United       | [ 203 ] |
| February  | 2019 | Pep Guardiola         | Tây Ban Nha      | Manchester City         | [ 204 ] |
| March     | 2019 | Jürgen Klopp          | Đức              | Liverpool               | [ 205 ] |
| April     | 2019 | Pep Guardiola         | Tây Ban Nha      | Manchester City         | [ 206 ] |

## Số lần

### Theo huấn luyện viên
| STT  | HLV                 | Số lần |
| ---- | ------------------- | ------ |
| 1st  | Alex Ferguson       | 27     |
| 2nd  | Arsène Wenger       | 15     |
| 3rd  | David Moyes         | 10     |
| 4th  | Martin O'Neill      | 8      |
| 4th  | Harry Redknapp      | 8      |
| 6th  | Rafael Benítez      | 7      |
| 6th  | Pep Guardiola       | 7      |
| 8th  | Sam Allardyce       | 6      |
| 8th  | Bobby Robson        | 6      |
| 10th | Kevin Keegan        | 5      |
| 10th | Claudio Ranieri     | 5      |
| 12th | Carlo Ancelotti     | 4      |
| 12th | Roy Hodgson         | 4      |
| 12th | Joe Kinnear         | 4      |
| 12th | Manuel Pellegrini   | 4      |
| 12th | Mauricio Pochettino | 4      |
| 12th | Gordon Strachan     | 4      |
| 18th | Antonio Conte       | 3      |
| 18th | Alan Curbishley     | 3      |
| 18th | Gérard Houllier     | 3      |
| 18th | Eddie Howe          | 3      |
| 18th | Jürgen Klopp        | 3      |
| 18th | Ronald Koeman       | 3      |
| 18th | José Mourinho       | 3      |
| 18th | David O'Leary       | 3      |
| 18th | Alan Pardew         | 3      |
| 18th | Stuart Pearce       | 3      |
| 18th | Brendan Rodgers     | 3      |
| 29th | Frank Clark         | 2      |
| 29th | Steve Coppell       | 2      |
| 29th | Owen Coyle          | 2      |
| 29th | Kenny Dalglish      | 2      |
| 29th | Roy Evans           | 2      |
| 29th | John Gregory        | 2      |
| 29th | Glenn Hoddle        | 2      |
| 29th | Paul Jewell         | 2      |
| 29th | Roberto Mancini     | 2      |
| 29th | Tony Pulis          | 2      |
| 29th | Peter Reid          | 2      |
| 29th | Graeme Souness      | 2      |
| 29th | Phil Thompson       | 2      |
| 29th | André Villas-Boas   | 2      |

### Theo quốc gia
| Quốc gia         | Số HLV | Số lần |
| ---------------- | ------ | ------ |
| England          | 41     | 82     |
| Scotland         | 10     | 50     |
| Pháp             | 2      | 18     |
| Tây Ban Nha      | 5      | 17     |
| Italy            | 5      | 15     |
| Northern Ireland | 3      | 12     |
| Ireland          | 4      | 10     |
| Bồ Đào Nha       | 3      | 6      |
| Wales            | 3      | 4      |
| Hà Lan           | 2      | 4      |
| Argentina        | 1      | 4      |
| Chile            | 1      | 4      |
| Đức              | 1      | 3      |
| Israel           | 1      | 1      |
| Jamaica          | 1      | 1      |
| Norway           | 1      | 1      |
| Thụy Điển        | 1      | 1      |
| Hoa Kỳ           | 1      | 1      |

### Theo CLB
| CLB                     | Số HLV | Số lần |
| ----------------------- | ------ | ------ |
| Manchester United       | 2      | 28     |
| Liverpool               | 5      | 17     |
| Manchester City         | 5      | 16     |
| Arsenal                 | 1      | 15     |
| Chelsea                 | 6      | 14     |
| Newcastle United        | 4      | 14     |
| Everton                 | 3      | 12     |
| Tottenham Hotspur       | 5      | 11     |
| Southampton             | 6      | 10     |
| Leicester City          | 4      | 8      |
| Aston Villa             | 3      | 7      |
| Bolton Wanderers        | 3      | 7      |
| Blackburn Rovers        | 4      | 6      |
| West Ham United         | 4      | 5      |
| Leeds United            | 3      | 5      |
| West Bromwich Albion    | 4      | 4      |
| Wimbledon               | 1      | 4      |
| Middlesbrough           | 3      | 3      |
| Sheffield Wednesday     | 3      | 3      |
| Coventry City           | 2      | 3      |
| Nottingham Forest       | 2      | 3      |
| Reading                 | 2      | 3      |
| Sunderland              | 2      | 3      |
| Wigan Athletic          | 2      | 3      |
| AFC Bournemouth         | 1      | 3      |
| Charlton Athletic       | 1      | 3      |
| Portsmouth              | 1      | 3      |
| Hull City               | 2      | 2      |
| Swansea City            | 2      | 2      |
| Watford                 | 2      | 2      |
| Fulham                  | 1      | 2      |
| Birmingham City         | 1      | 1      |
| Brighton & Hove Albion  | 1      | 1      |
| Burnley                 | 1      | 1      |
| Crystal Palace          | 1      | 1      |
| Derby County            | 1      | 1      |
| Huddersfield Town       | 1      | 1      |
| Ipswich Town            | 1      | 1      |
| Norwich City            | 1      | 1      |
| Oldham Athletic         | 1      | 1      |
| Queens Park Rangers     | 1      | 1      |
| Wolverhampton Wanderers | 1      | 1      |